# اینزا (شهر)
شهر اینزا (به روسی: Инза) در کشور روسیه و در اوبلاست اولیانوفسک واقع شده‌است.